# Neilson (entreprise)

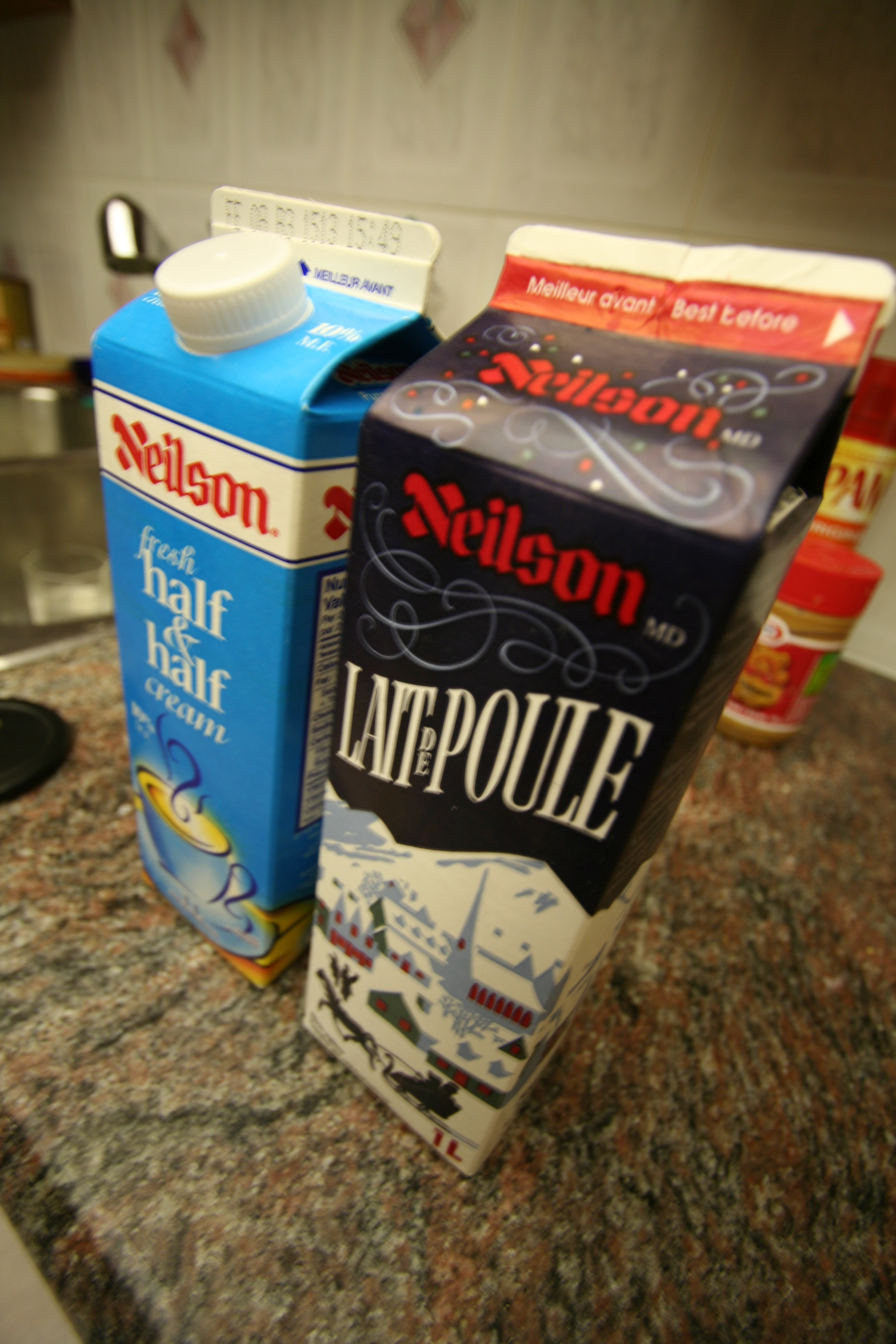
Briques de crème 10 % (Half & half) et de lait de poule de la marque Neilson.

William Neilson Dairy Limited, plus connu sous la marque Neilson, est un producteur canadien de produits laitiers et une marque de lait. Elle est une filiale de la société Saputo.
La société a été fondée par William Neilson en 1893.